# ريسترانت براندز إنترناشيونال
ريسترانت براندز إنترناشيونال  أو  (بالعربية: "شركة ماركات المطاعم الدولية ( RBI ) " ) هي شركة قابضة كندية أمريكية متعددة الجنسيات للوجبات السريعة. تم تشكيلها في عام 2014 من خلال اندماج بقيمة 12.5 مليار دولار بين سلسلة مطاعم الوجبات السريعة الأمريكية برجر كنج والمقاهي الكندية وسلسلة المطاعم تيم هورتنز ، وتوسعت من خلال شراء سلسلة الوجبات السريعة الأمريكية بوبايز في عام 2017. تعد الشركة خامس أكبر مشغل لمطاعم الوجبات السريعة في العالم بعد صب واي وماكدونالدز وستاربكس ويم! العلامات التجارية . يقع مقرهم جنبًا إلى جنب مع تيم هورتونز في تورونتو ( أوكفيل سابقًا، أونتاريو ).  ولأغراض ضريبية، يحتفظ كل من برجر كنج وبوبايز بعملياتهما ومقارهما الحالية، وكلاهما في ميامي . ركز اندماج 2014 في المقام الأول على توسيع النطاق الدولي للعلامة التجارية تيم هورتونز وتوفير الكفاءات المالية لكلا الشركتين.
تمتلك شركة ثري جي روستورانت براندز هولدنج أل بي، إحدى الشركات التابعة لشركة الاستثمار البرازيلية ثري جي كابيتال ، حصة قدرها 32% في ريسترانت براندز إنترناشيونال .  يتم تداول الشركة علناً في بورصة نيويورك وبورصة تورونتو .
في مارس 2023، تم تعيين جوشوا كوبزا رئيسًا تنفيذيًا للشركة ، ليحل محل خوسيه سيل، الذي شغل هذا المنصب منذ عام 2019.